# 캘리코 (기업)
캘리코(Calico Life Sciences LLC)는 고급 기술과 모델 시스템을 활용하여 인간의 노화를 제어하는 생물학에 대한 이해를 높이는 것을 사명으로 하는 알파벳의 자회사이다. 캘리코는 그 지식을 사용하여 사람들이 더 길고 건강한 삶을 영위할 수 있도록 하는 개입을 고안한다. 이 회사는 구글 구조 조정 이전인 2013년 9월 18일에 발표되었으며 제넨텍(Genentech)의 전 회장 겸 CEO인 아서 D. 레빈슨(Arthur D. Levinson) 박사가 공동 설립했다. 2015년 구글의 다른 자매 사업부와 함께 알파벳에 통합되었다.
구글의 2013 파운더스 레터(2013 Founders Letter)에서 래리 페이지는 캘리코를 "건강, 웰빙 및 장수"에 중점을 둔 회사로 설명했으며 사명은 "California Life Company"에서 비롯되었다.

## 같이 보기
- 수명 연장